# Jürgen Peter (Sänger)
Jürgen Peter Schäfer ist ein deutscher Schlagersänger, der mit seinem Hit (Ich kann dich einfach nicht vergessen) Mary Jane eine gewisse Bekanntheit erlangte.

## Leben
Jürgen Peter wuchs im Saarland auf und war, besonders geprägt von Wolfgang Petry, für Schlager begeistert. Er zog 1991 nach Nordrhein-Westfalen und hatte 1995 seine ersten Auftritte. Im Jahr 1997 veröffentlichte er seine ersten Singles Asche und Rauch und Sieh nicht nur die dunklen Wolken. Den Durchbruch feierte erst jedoch erst im Jahr 2009 mit seinem eigenen Song Mary Jane. Laut eigenen Angaben, entstand der Titel aus einem Schicksalsschlag, den er 2007 durchlebte.

## Diskografie (Auswahl)
Alben
- 2011: Hör niemals auf zu träumen (Beverly/Delta Music)
- 2013: Schlaflos (Beverly/Delta Music)
- 2013: Alles auf rot (Da Music, Best-of-Album)
- 2017: Lieblingsschlager (Da Music)

Singles
- 2009: Mary Jane
- 2012: Nelia
- 2014: Ich setz alles auf rot
- 2014: Janine
- 2015: Wie ein Komet
- 2015: Weihnachtszeit auf der Welt (mit Michelle)
- 2016: Ich kann dich nicht vergessen (Mary Jane Part 2)
- 2017: Tausendmal Amore
- 2017: Mary Jane (Alpen-Party-Mix)
- 2018: Diesmal ist das Spiel vorbei